# آق‌تاو
آق‌تاو (به قزاقی: :)(به قزاقی: Ақтау، اقتاۋ) یا آکتاو بندری در استان مین‌قشلاق کشور قزاقستان است که در سرشماری سال ۲۰۰۸ میلادی، ۱۸۰٬۳۷۳ نفر جمعیت داشته‌است و از سال ۱۹۶۳ میلادی به‌عنوان شهر شناخته می‌شده‌است.
آق‌تاو (آق‌داغ) واژه‌ای به زبان قزاقی و در زبان پارسی به معنی کوه سفید یا کوه بزرگ یا سپیدکوه است. این منطقه در دوران مختلف تاریخی باستان سکونت گاه ایرانیان سکا و سرمتی و داهان بوده‌است. بخشی از قزاق‌های ساکن ایران در سال ۱۳۷۲ خورشیدی یا ۱۹۹۲ میلادی طبق فرخوان نظربایوف شروع به کوچ به قزاقستان کرده‌اند و هم‌اکنون در این شهر ساکن می‌باشند؛ بخشی از قزاق‌ها نیز در سه شهر گنبد و گرگان و بندر ترکمن استان گلستان ساکن هستند.

## خواهرخواندهٔ ایرانی
طی تفاهمنامه‌ای در نشست کشورهای حاشیهٔ دریای خزر خواهرخواندگی بین بندرانزلی و بندر آق‌تاو قزاقستان به امضا رسید. هدف از امضای این تفاهمنامه را ارتقای همکاری‌های میان دو بندر، توسعهٔ کشتیرانی و ترابری دریایی، فراهم آوردن زمینهٔ سرمایه‌گذاری تجار دو کشور، توجه ویژه به امر بازاریابی و ارائهٔ خدمات و تسهیلات بهتر به کشتی‌های دو کشور اعلام کرد.